# Sondre Lerche
Sondre Lerche Vaular (Bergen, 5 settembre 1982) è un cantautore e musicista norvegese.

## Biografia

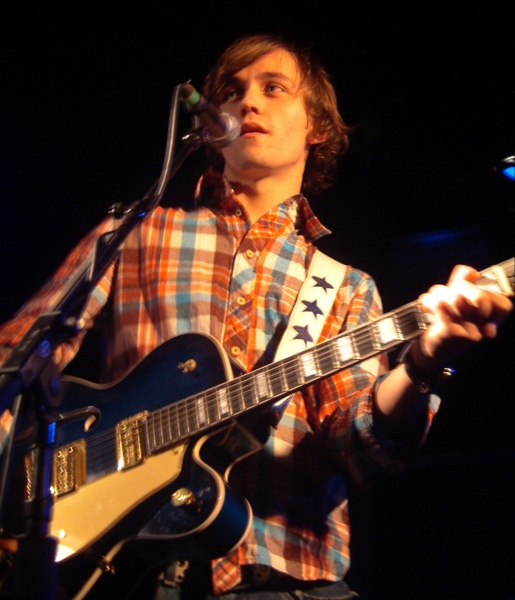
Sondre mentre suona una chitarra semi-acustica

Nato a Bergen nel 1982, inizia a studiare chitarra all'età di 8 anni. Ben presto viene introdotto alla musica brasiliana e alla bossa nova. A 14 anni compone il suo primo pezzo, Locust Girl e inizia a suonare dal vivo con la sua chitarra acustica.
Nel 1999 viene contattato da Hans-Petter Gurdesen, uomo di fiducia di diverse case discografiche. Sarà lui a lanciarlo definitivamente nel panorama musicale internazionale.
Nel settembre 2001 esce in Norvegia il suo primo album, Faces Down (Virgin Norway). Tra le influenze del giovane Lerche vi sono musica psichedelica, pop, jazz e lo-fi. Vince il Best New Act ai Spellemannprisen (i Grammy norvegesi) e viene inserito nella lista dei "top 50 album" dalla rivista Rolling Stone.
Nel 2002 intraprende un tour che tocca Europa e Nord America, esibendosi anche con Elvis Costello, a-ha e Beth Orton.
Nel frattempo rilascia anche l'EP Don't Be Shallow.
Nel 2004 pubblica Two Way Monologue, prodotto sempre da Gundersen ed etichettato dalla statunitense Astralwerks (di proprietà della Virgin). Il disco appare sorretto da lievi orchestrazioni e deviazioni psichedeliche. Nel mezzo sempre la sua chitarra acustica a prendere il sopravvento.
Dopo qualche anno di attesa, nel febbraio 2006 pubblica Duper Sessions, una raccolta di 14 tra pezzi originali e cover di brani jazz e non solo. L'album arriva al quarto posto nella Billboard Official Top Contemporary Jazz Albums Chart ed è stato registrato a Bergen con la band di accompagnamento (i Faces Down) e il pianista Erik Halvorsen.
Un anno più tardi rilascia Phantom Punch (febbraio 2007), in cui l'autore si presenta con un sound più aggressivo, in stile indie rock anni '90. In produzione Lerche viene aiutato da Tony Hoffer (già con Beck e Belle & Sebastian).
Sul finire del 2007 pubblica un nuovo disco, stavolta inciso per la colonna sonora del film L'amore secondo Dan di Peter Hedges. Lerche compare anche in una scena del film con la sua band, i Faces Down. Nel disco duetta anche con Regina Spektor (Hell No).
Nel settembre 2009 pubblica Heartbeat Radio, che segna il passaggio alla Rounder Records.
Due anni dopo pubblica il self-titled Sondre Lerche (giugno 2011, Mona Records). In questi due album lo stile di Lerche si fa prettamente pop, orecchiabile e seducente.

## Vita privata
Nel luglio 2005 ha sposato la modella e attrice Mona Fastvold, conosciuta sul set del video Days That Are Over.
Lerche è cugino del rapper norvegese Lars Vaular.

## Discografia

### Album in studio
- 2001 - Faces Down
- 2004 - Two Way Monologue
- 2006 - Duper Sessions
- 2007 - Phantom Punch
- 2007 - Dan in Real Life (colonna sonora)
- 2009 - Heartbeat Radio
- 2011 - Sondre Lerche
- 2013 - Please
- 2017 - Pleasure
- 2020 - Patience
- 2022 - Avatars of Love

### Album dal vivo
- 2012 - Bootlegs

### EP
- 2001 - You Know So Well
- 2001 - No One's Gonna Come
- 2001 - Sleep on Needles
- 2002 - Dead Passengers
- 2003 - Don't Be Shallow
- 2004 - Two Way Monologue EP
- 2006 - Phantom Punch EP
- 2007 - Daytrotter Session (anche 2011)
- 2008 - Polaroid Pool Party
- 2011 - Daytrotter Sessions

### Singoli
- 2001 - You Know so Well
- 2001 - No One's Gonna Come
- 2001 - All Luck Ran Out'
- 2001 - Sleep on Needles
- 2002 - Dead Passengers
- 2003 - Don't Be Shallow
- 2004 - Two Way Monologue
- 2004 - Days That Are Over
- 2006 - Minor Detail
- 2006 - Phantom Punch
- 2006 - Say It All
- 2007 - The Tape
- 2009 - Heartbeat Radio
- 2011 - Private Caller
- 2011 - Domino
- 2012 - It's Never Meant to Be/Countdown
- 2013 - The Plague
- 2014 - Bad Law
- 2015 - Despite the Night
- 2016 - I'm Always Watching You
- 2016 - Into You
- 2017 - Soft Feelings
- 2017 - Violent Game
- 2017 - I Know Something That's Gonna Break Your Heart
- 2017 - Serenading in the Trenches
- 2017 - Violent Game (Ice Choir Remix)
- 2017 - Reminisce
- 2017 - Siamese Twin (Solo)
- 2017 - Bad Lier
- 2017 - I Know Something That's Gonna Break Your Heart (Solo)
- 2018 - Surviving Christmas
- 2018 - Than U, Next
- 2018 - Sleep Into Character
- 2019 - Britney
- 2020 - You Are Not Who I Thought You Was
- 2020 - Why Would I Let You Go
- 2020 - That's All There Is
- 2020 - I Could Not Love You Enough

### Apparizioni
- 2010 - Dear Laughing Doubters nel film A cena con un cretino
- 2011 - Mr. Bassman nell'album Muppets•The Green Album
- 2012 - The World Says No sull'album "Real Ones & the Extended Family" dei Real Ones